# Paul Harris Turok
Paul Harris Turok (New York, 3 december 1929 - aldaar, 10 juli 2012) was een Amerikaans componist, muziekcriticus en muziekpedagoog.

## Levensloop
Turok studeerde aan het Queens College van de City University of New York (CUNY) in New York, aan de Juilliard Schoof of Music in New York en aan de Universiteit van Californië - Berkeley. Hij was onder andere leerling van Roger Sessions.
Hij werkte als docent en later professor van 1960 tot 1963 aan de CUNY en vanaf 1964 aan het Williams College in Williamstown (Massachusetts).
Hij werkte als freelance componist en schreef werken voor vele genres (opera's, balletten, kamermuziek en orkestwerken). Meestal hebben de werken een Amerikaans accent of zijn Amerikaans getint. Vooraanstaande Amerikaanse orkesten hebben zijn werken op het programma staan en ook verschillende composities op plaat of cd opgenomen.
Verder werkte hij als muziekcriticus, onder andere voor het dagblad New York Herald Tribune, maar hij was ook auteur en uitgever van zijn eigen maandelijks magazine Turok's Choice, dat hij in 1990 gesticht heeft.

## Composities

### Werken voor orkest
- 1964 Variations on an American Song "Aspects of Lincoln and Liberty”, voor orkest, op. 20
- Canzone concertante nr. 4, voor cello en orkest, op. 68
- Chartres West, voor orkest, op. 25
- Clap, Cluck, Count (Three Interactive Pieces), voor kinderen en orkest, op. 84a
- Concerto, voor twee violen en orkest, op. 79
- Concerto, voor althobo (of: altsaxofoon) en strijkers, op. 73
- Four Studies, voor school orkest, op. 21, nr. 5
- From Sholem Aleichem, op. 76
- Homage to Bach, op. 26
- Lyric Fantasies, voor altviool en strijkers
- Lyric Variations, voor hobo en strijkorkest, op. 32
- Prelude to "Richard III", op. 41
- Ragtime Caprice, voor piano en orkest, op. 45
- Scott Joplin Overture
- Threnody, voor orkest, op. 54
- Two Pieces from "Richard III", voor orkest
  1. The Court (Minuet)
  2. Procession of the Princes

### Werken voor harmonieorkest
- 1976 Joplination, a Gazebo of Rags
- 1989 Canzone concertante nr. 5, voor viool, piano en blazers, op. 71
- Discourse, voor groot harmonieorkest
- Rhapsody for Band, op. 70
- Sousa Overture

### Muziektheater

#### Opera's
- Richard III, vier aktes, op. 41
- Scene: Domestic, (kameropera) een akte en negen scènes, op. 12 - libretto: van de componist

### Vocale muziek
- Lanier Songs, voor sopraan, fluit, althobo, trompet, basklarinet, cello en piano
- Three Songs, voor sopraan en fluit
- Two Songs, voor sopraan, klarinet en piano

### Kamermuziek
- 1986 Improvisations, voor althobo, viool en slagwerk, op. 67/1
- Abac, voor trompet en orgel
- Bassoon Sonata, voor fagot en piano
- Brass Quintet, voor 2 trompetten, 1 hoorn en 2 trombones
- Brass Quintet nr. 2, voor 2 trompetten, 1 hoorn en 2 trombones
- Capriccio, voor viool en slagwerk
- Cello Sonata No. 2, voor cello en piano
- Concert Piece, voor trombone en piano
- Concert Variations, voor trompet en marimba, op. 51, nr. 3
- Elegy in memory of Nathan Schwartz, voor cello
- Elegy in memory of Karol Rathaus, voor tien blazers
- Fantasy on Rossini's, voor fluit en piano (vierhandig)
- Gypsy Airs, voor viool, klarinet, altsaxofoon en piano
- Improvisations, voor althobo, viool en piano, op. 67
- Introduction, voor hoorn
- Miniature Variations, voor viool en piano
- Partita, voor hobo
- Partita No.2, voor klarinet, althobo en contrabas
- Partita No.3, voor althobo
- Piano Trio, voor viool, cello en piano
- Prelude, voor trompet, hoorn, 2 trombones en orgel
- Prelude and Fugue, voor hobo, hobo d'amore, althobo
- Quintet, voor althobo en strijkkwartet
- Sarabande, voor fluit, hoorn, cello en piano
- Saxophone Sonata, voor altsaxofoon en piano
- Sextet, voor blazerskwintet en piano
- Six Duos, voor fluiten
- Sonata, voor hoorn en piano, op. 36
- Sonata, voor althobo en piano
- Sonata, voor fluit en piano
- Sonata, voor cello en piano, op. 50
- Sonata, voor altviool
- Sonata, voor viool en piano
- Sonata Jubilante, voor koperkwintet en orgel
- Sonatina for Flute(s), voor fluit (piccolo, altfluit, basfluit) een speler
- Strijkkwartet nr. 1
- Strijkkwartet nr. 2
- Strijkkwartet nr. 3
- Strijkkwartet nr. 4
- Strijkkwartet nr. 5
- Strijktrio, voor viool, altviool en cello
- Three Virtuoso Caprices, voor hobo, althobo, klarinet en altklarinet
- Tourist Music, voor hobo, klarinet en fagot
- Trio, voor klarinet, cello en piano
- Violin Concerto "Po Red'n", voor viool en piano
- Wind Quintet, voor blazerskwintet

### Werken voor orgel
- Sonata
- Toccata

### Werken voor piano
- Acres of Clams: An Eclogue
- Piano Dance
- Sonata, voor twee piano's

### Werken voor klavecimbel
- Sonata